# Nouriel Roubini

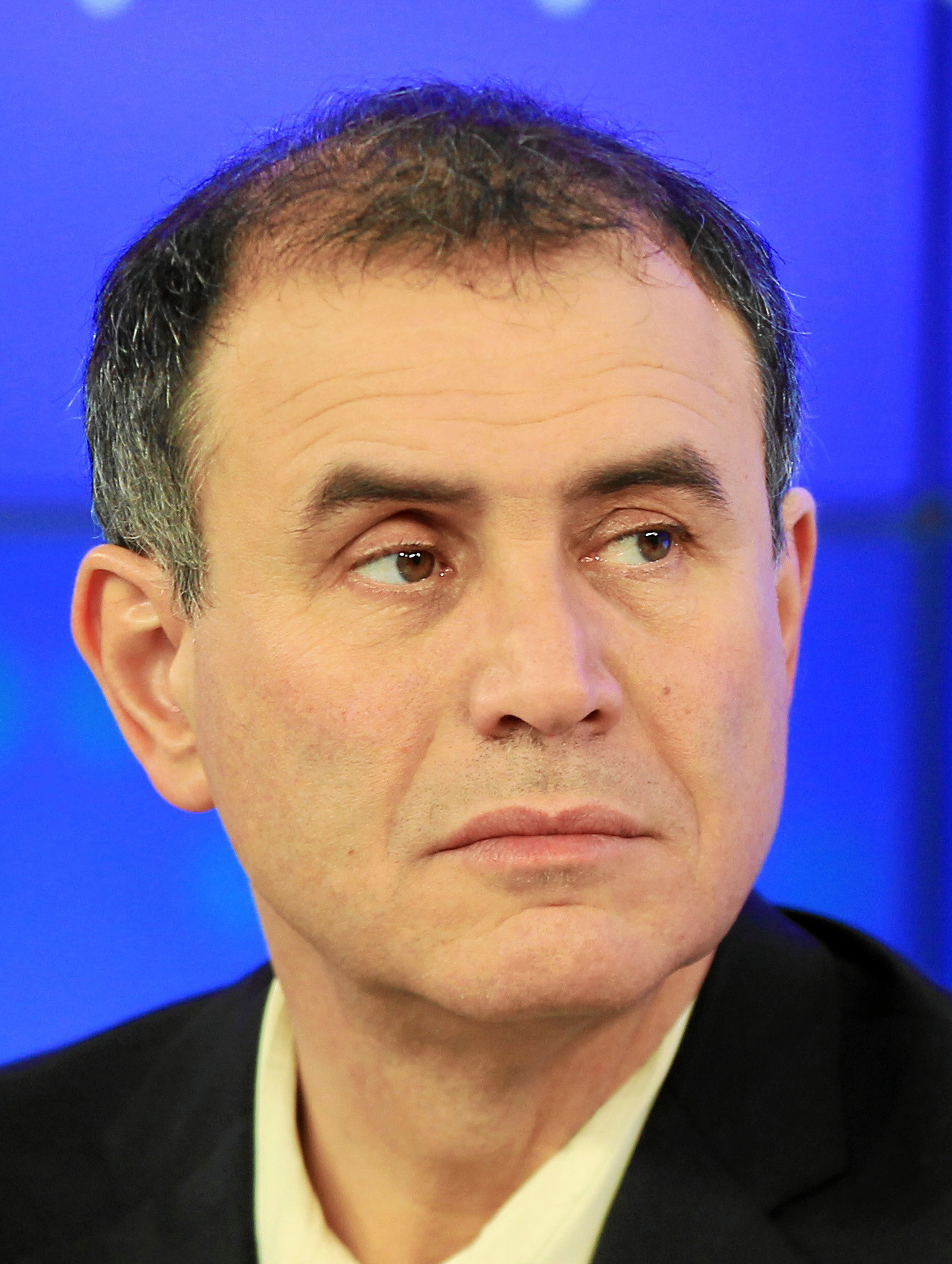
Nouriel Roubini (2012)

Nouriel Roubini (* 29. März 1958 in Istanbul, Türkei) ist ein US-amerikanischer Nationalökonom. Er ist Professor an der zur New York University gehörenden Stern School of Business und Gründer und Vorsitzender von Roubini Global Economics LLC, einem Anbieter für Kapitalmarkt- und Wirtschaftsinformationen. Vor seiner Tätigkeit als Professor war er Berater des Finanzministeriums der Vereinigten Staaten.

## Leben und Wirken
Nouriel Roubini wurde als Sohn iranischer Juden in Istanbul geboren. Seine Familie siedelte nach Teheran über, als er zwei Jahre alt war, und dann nach Tel Aviv, später nach Italien und schließlich in die USA. Er wuchs hauptsächlich in Italien auf und ging dort auch zur Schule. Roubini spricht nicht zuletzt deshalb neben Englisch auch noch Persisch, Hebräisch und Italienisch und bezeichnet sich als „globalen Nomaden“. Er war stets in der Rolle des Außenseiters, was vielleicht dazu beigetragen hat, dass er sich bis heute nicht um Mehrheitsmeinungen kümmert.
Roubini studierte von 1977 bis 1982 an der Wirtschaftsuniversität Luigi Bocconi Wirtschaftswissenschaften, nachdem er zuvor ein Jahr an der Hebräischen Universität Jerusalem studiert hatte. Nach seinem Abschluss wechselte er 1983 an die Harvard University, wo er 1988 promoviert wurde. Seinen Doktorvater Jeffrey Sachs beeindruckte er mit seinem Doppeltalent: Nouriel Roubini fühlte sich ebenso in der Mathematik zu Hause wie in der Analyse von politischen und wirtschaftlichen Institutionen.
An der Yale-Universität lehrte Roubini von 1988 bis 1995. Hier traf er Robert Shiller, jenen Wirtschaftswissenschaftler, der sehr früh die Dotcom-Blase bei Internet- und Technologieaktien erkannte. Danach wechselte er zur Stern School of Business in New York City, wo er auch heute noch als Professor tätig ist.
1997 erstellte er bei der aufziehenden Asienkrise mit seinen Studenten eine Website, die alle verfügbaren Texte und Studien zum Thema zusammentrug und vom The Economist zur besten Wirtschafts-Website des Jahres gekürt wurde. Daraufhin wurde Roubini vom damaligen Finanzminister Lawrence Summers in seinen Beraterstab berufen.
Nachdem mit dem Ende der Regierungszeit Bill Clintons sein politisches Intermezzo vorbei war, arbeitete er weiter an seinem Webprojekt zur Makroökonomik und Finanzpolitik, aus dem in Zusammenarbeit mit der Geschäftsfrau Camilla LeBlanc 2004 die Beratungs- und Analysefirma Roubini Global Economics (RGE) entstand, mit inzwischen 50 Mitarbeitern und 1000 zahlenden Kunden, darunter Finanzinstitute, Behörden und gut 50 Notenbanken aus der ganzen Welt. Im Management tätig war etwa die N-tv-Moderatorin Sandra Navidi. Die Inhalte sind zum Teil kostenlos. Für exklusive Analysen verlangt das Unternehmen bei einer Mindestabnahme von zehn Abonnements insgesamt 20.000 US-Dollar, für Universitäten und andere Non-Profit-Organisationen gelten reduzierte Tarife.
Trotz vieler Anfeindungen und Verspottungen aus der Fachwelt („Dr. Doom“ = „Dr. Untergang“) warnte Nouriel Roubini seit 2004 stets vor einem Platzen der Immobilienblase und einer daraus resultierenden „harten Landung“ der US-Wirtschaft. 2006 sagte er eine Rezession in den USA mit weltweiten Auswirkungen voraus. 2008 warnte er, die aktuelle Finanzkrise habe mit der Pleite der Bear Stearns gerade erst begonnen, und der Weltwirtschaft drohe ein Kollaps. Er empfahl eine Verstaatlichung der betroffenen Banken; es sei besser, „die Banken besser gleich ganz [zu] kaufen und sie anschließend zu Geld [zu] machen“ als sie durch einen Aufkauf der faulen Kredite zu subventionieren. Die Gesamtverluste bezifferte er Anfang 2008 auf mindestens eine Billion Dollar, eine Schätzung, die abenteuerlich wirkte, bis der IWF sie sich kurz danach zu eigen machte.
Im Januar 2009 korrigierte er diese Zahl auf bis zu 3,6 Billionen Dollar und war damit erneut einer ähnlichen Schätzung des IWF um drei Monate voraus.
2008 gründete und führte er mit 60 Analysten bis 2018 das Analysehaus Roubini Global Economics.
Am 27. April 2010 prognostizierte Roubini, dass ein Sparprogramm in Höhe von 10 Prozent der Staatsausgaben für Griechenland auf Dauer mit der griechischen Bevölkerung nicht machbar sei. Wenn es aber realisiert würde, werde es desaströse Auswirkungen auf die griechische Wirtschaft haben. Weiter sagte er, dass Griechenland ein höheres Schulden-BIP-Verhältnis habe als Argentinien 2001. Spanien habe aufgrund seiner hohen Arbeitslosigkeit und der Immobilienblase sehr schlecht aufgestellte Banken und damit eine schlechtere Situation als Griechenland. Auch wenn das IWF-EU-Hilfspaket für Griechenland zusammen mit dem griechischen Sparprogramm ein guter Schritt sei, erwarte er während und gegen Ende der drei Jahre Laufzeit des Pakets viele „unerwartete und chaotische“ Ereignisse bis zu einem Staatsbankrott der beiden Staaten. Banken würden im Euribor-Handel wesentlich höhere Risikoaufschläge zahlen müssen. Ende Januar 2013 gestand er ein, sich mit der Vorhersage, Griechenland werde 2012 aus der Euro-Zone austreten, geirrt zu haben und vom Aufkaufprogramm für Staatsanleihen der EZB überrascht worden zu sein.
Roubini hat nie geheiratet und lebt alleine in Tribeca, Manhattan. Mitte der 1990er Jahre erhielt er die US-amerikanische Staatsbürgerschaft.
Im Februar 2020 prognostizierte er, dass die Aktienmärkte wegen der Coronavirus-Epidemie um 30 bis 40 Prozent einbrechen werden und dass Donald Trump die Präsidentschaftswahlen im selben Jahr verlieren wird.

## Rezeption
Anirvan Banerji, ehemals Ökonom an der New Yorker Columbia-Universität, hielt Roubini vor, „Voraussagen mithilfe von Analogien zu treffen“; dieser Ansatz sei „subjektiv“. Princeton-Ökonom Markus Brunnermeier hingegen verteidigt Roubini. Während sich viele Akademiker in Modellwelten zurückgezogen hätten, setze Roubini sich mit realistischen Problemen auseinander und habe so mit seinen Prognosen richtig gelegen.
Roubinis Buch Das Ende der Weltwirtschaft und ihre Zukunft (englischer Originaltitel Crisis Economics: A Crash Course in the Future of Finance) erschien am 11. Mai 2010 in vielen Ländern und wird seitdem in der Öffentlichkeit lebhaft diskutiert.

## Mitgliedschaften und Auszeichnungen
- Professor des Jahres 1997–1998, Stern School of Business
- Mitglied des Bretton Woods Committees seit 2003
- Mitglied, Academic Advisory Committee, Fiscal Affairs Department, Internationaler Währungsfonds seit 2002
- Internationaler Währungsfonds, Berater, Independent Evaluation Office; seit Sommer 2003.

## Sonstiges
Roubini spielt im Film Wall Street: Geld schläft nicht von Oliver Stone sich selbst. In einer Szene, die unmittelbar nach der Lehman-Pleite spielt, wird er von einem Fernsehsender als „Dr. Doom“ interviewt und äußert seine Sorgen über die Zukunft des globalen Finanzsystems.

## Veröffentlichungen
- mit Alberto Alesina & Gerald D. Cohen: Political Cycles and the Macroeconomy. MIT Press, 1997, ISBN 0-262-51094-4.
- mit Giancarlo Corsetti & Paolo Pesenti: Paper Tigers? A Model of the Asian Crisis. In: European Economic Review. Juli 1999
- mit Brad Setser: Bailouts or Bail-ins? Responding to Financial Crises in Emerging Economies. Peterson Institute, 2004, ISBN 978-0-88132-371-9
- mit Marc Uzan (Hrsg.): New International Financial Architecture. Band 1. Edward Elgar Publishing, 2006, ISBN 1-84376-808-9
- mit Stephen Mihm: Crisis Economics: A Crash Course in the Future of Finance. The Penguin Press, 2010, ISBN 1-59420-250-8
  - Deutsche Ausgabe: Crisis Economics. Das Ende der Weltwirtschaft und ihre Zukunft. Campus-Verlag, Frankfurt/New York 2010, ISBN 978-3-593-39102-1
- Megathreats – 10 Bedrohungen unserer Zukunft – und wie wir sie überleben. Ariston, 2022, ISBN 978-3-641-30277-1